# Літополіс (Огайо)
Літополіс (англ. Lithopolis) — селище (англ. village) в США, в округах Феєрфілд і Франклін штату Огайо. Населення — 2134 особи (2020).

## Географія
Літополіс розташований за координатами 39°48′56″ пн. ш. 82°48′56″ зх. д. / 39.81556° пн. ш. 82.81556° зх. д. (39.815624, -82.815622).  За даними Бюро перепису населення США в 2010 році селище мало площу 5,25 км², з яких 5,24 км² — суходіл та 0,01 км² — водойми. В 2017 році площа становила 5,82 км², з яких 5,80 км² — суходіл та 0,01 км² — водойми.

## Демографія
Згідно з переписом 2010 року, у селищі мешкало 1106 осіб у 443 домогосподарствах у складі 302 родин. Густота населення становила 211 особа/км².  Було 502 помешкання (96/км²).
Расовий склад населення:
| - 94,3 % — білих - 3,4 % — чорних або афроамериканців - 0,7 % — азіатів |

До двох чи більше рас належало 1,5 %. Частка іспаномовних становила 2,3 % від усіх жителів.
За віковим діапазоном населення розподілялося таким чином: 25,6 % — особи молодші 18 років, 61,8 % — особи у віці 18—64 років, 12,6 % — особи у віці 65 років та старші. Медіана віку мешканця становила 38,2 року. На 100 осіб жіночої статі у селищі припадало 93,4 чоловіків;  на 100 жінок у віці від 18 років та старших — 88,8 чоловіків також старших 18 років.
Середній дохід на одне домашнє господарство  становив 85 237 доларів США (медіана — 70 855), а середній дохід на одну сім'ю — 97 539 доларів (медіана — 81 667). Медіана доходів становила 61 827 доларів для чоловіків та 50 313 долари для жінок. За межею бідності перебувало 3,3 % осіб, у тому числі 2,2 % дітей у віці до 18 років та 2,8 % осіб у віці 65 років та старших.
Цивільне працевлаштоване населення становило 673 особи. Основні галузі зайнятості: освіта, охорона здоров'я та соціальна допомога — 22,9 %, публічна адміністрація — 15,2 %, науковці, спеціалісти, менеджери — 14,3 %.